# سبلين
سبلين هي إحدى القرى اللبنانية من قرى قضاء الشوف في محافظة جبل لبنان.
يقع فيها معمل لإنتاج الترابة المخصصة للبناء,
تقع سبلين في قضاء الشوف أحد أقضية محافظة جبل لبنان هذه المحافظة هي واحدة من ثمان محافظات يتشكل منها لبنان الإداري. عدد محافظات لبنان ارتفع من 6 إلى 8 في شهر تموز 2003 بعد تأسيس محافظتين جديدتين. الأولى هي محافظة بعلبك الهرمل (بموجب المرسوم 522 تاريخ 16 تموز 2003) والثانية هي محافظة عكار. قبل تموز 2003 ان قضاء عكار يتبع محافظة لبنان الشمالي وقضاءي بعلبك الهرمل جزءا من محافظة البقاع.
تبعد سبلين 39 كلم (24.2346 مي) عن بيروت عاصمة لبنان. ترتفع 150 م (492.15 قدم - 164.04 يارد) عن سطح البحر وتمتد على مساحة 573  هكتاراً (5.73 كلم²- 2.21178 مي²).
السكّان، الناخبون، السلطات المحلّية
يبلغ عدد السكّان المسجّلين في سبلين 5984 نسمة.  في الانتخابات الأخيرة عام ألفين وأربعة،  كان في سبلين 1289 منتخب مسجل ومنهم 741 منتخب فعليّ. يوجد في البلدة مجلس بلدي انتخب عام 2010 برئاسة محمد خالد قوبر.